# ریک وینترز
ریک وینترز یک غواص سابق آمریکایی است که رکورد جهانی بالاترین شیرجه به ارتفاع ۱۷۲ فوت (۵۲٫۴۲۵۶ متر) را در اختیار داشت.

## حرفه
وینترز رکوردشکن شیرجه خود را در سی‌ورلد سن دیگو انجام داد که در شبکهٔ دنیای گسترده ورزش ABC پخش شد. این شیرجه در رکوردهای جهانی گینس و تالار مشاهیر شنای بین‌المللی ثبت شد. از سال ۱۹۸۳، غواصان زیادی سعی کردند این رکورد را بشکنند، اما در اثر برخورد با آب دچار جراحات و نیازمند به نجات شدند.
وینترز، ریک چارلز، بروس بوچیا، مایک فولی و دانا کونز تنها غواصانی بودند که برای شیرجه ۱۷۲ فوت (۵۲ متر) نام خود را ثبت کردند.

## زندگی شخصی
او با باربارا پنینگتون (غواص شیرجه‌زن) ازدواج کرده‌است. آنها دو فرزند دارند. دخترش، هالی نیز غواص دانشگاه ایالتی لوئیزیانا بود.